# Tata Group
Tata Group este un conglomerat de afaceri din India care conține 98 de firme, din care 27 publice - de siderurgie, producție de sare, de software, de energie (hidroelectrică, termocentrale etc), companii de comunicații, de produse chimice și de producție de mașini și camioane, de asemenea articole de consum, hoteluri, transport aerian, produse financiare etc. Este cea mai mare companie din India și una dintre cele mai respectate din lume. 68% din proprietățile firmei sunt dirijate de fonduri pentru uzul public. Din grup fac parte companiile Tata Motors - cel mai mare producător de autovehicule și Tata Steel - cea mai mare companie siderurgică din India. Printre partenerii săi se numără și Air India. Tata Group are circa 935.000 angajați în 50 de țări. Partea sa în Produsul Național Brut al Indiei este de 4% , iar in impozitele încasate de statul indian 2,2%.

## Istorie

### 1839-1904
Jamshedji Nusserwanji Tata s-a născut în 1839. Tata a absolvit Colegiul Elphinstone din Bombay în 1858. La scurt timp după aceea, s-a alăturat firmei comerciale a tatălui său, care se ocupa de mărfuri generale. Acolo, tânărul Tata a manifestat un interes deosebit pentru dezvoltarea comerțului cu China.
Când Războiul Civil American a provocat un boom pe piața bumbacului din Bombay, Tata și tatăl său s-au alăturat Corporației Bancare Asiatice. Când valul a scăzut, creditul lui Tata a fost lăsat în paragină. Din fericire, creditul firmei a fost restabilit în următorii trei ani. O parte din contractul profitabil pentru comisariatul expediției lui Napier în Abisinia în 1868 a restabilit averea familiei. 
În 1870, cu un capital de 21.000 de rupii, a fondat o companie comercială. Mai mult, a cumpărat o moară de ulei falimentară la Chinchpokli și a transformat-o într-o moară de bumbac, sub numele de Alexandra Mill, pe care a vândut-o pe profit după doi ani. În 1874, a înființat o altă moară de bumbac la Nagpur, denumită Empress Mill. El a visat să atingă patru obiective, înființând o companie de fier și oțel, un hotel unic, o instituție de învățământ de clasă mondială și o centrală hidroelectrică. În timpul vieții sale, în 1903, a fost construit hotelul Taj Mahal de la Colaba malul mării a fost deschis, devenind astfel primul hotel cu electricitate din India.

### 1904-1938
După moartea lui Jamsedji, fiul său mai mare Dorabji Tata a devenit președinte în 1904. Sir Dorabji a înființat compania Tata Iron and Steel (TISCO), cunoscută în prezent sub numele de Tata Steel, în 1907. 
Marcând ambițiile globale ale grupului, Tata Limited și-a deschis primul birou în străinătate la Londra. Urmând obiectivele fondatorului, a fost adusă la viață prima hidrocentrală din India de Vest, dând naștere la Tata Power. Un alt vis, Indian Institute of Science, a fost înființat, iar primul lot a fost admis în 1911.

### 1938-1991
J. R. D. Tata a fost numit președinte al Grupului Tata în 1938. Sub președinția sa, activele Grupului Tata au crescut de la 101 milioane de dolari la peste 5 miliarde de dolari. După ce a început cu 14 întreprinderi, la plecarea sa jumătate de secol mai târziu, în 1988, Tata Sons a ajuns la un conglomerat de 95 de întreprinderi. Aceste întreprinderi erau formate din întreprinderi pe care compania le înființase sau în care deținea o participație majoritară. Sectoare noi, cum ar fi produsele chimice, tehnologia, cosmeticele, marketingul, ingineria, producția, ceaiul și serviciile software, le-au adus recunoașterea.
În 1952, JRD a înființat o companie aeriană, cunoscută sub numele de Tata Air Services (redenumită ulterior Tata Airlines). În 1953, guvernul indian a adoptat Legea privind corporațiile aeriene și a cumpărat pachetul majoritar de acțiuni al transportatorului de la Tata Sons, deși JRD Tata va rămâne președinte până în 1977.
În 1945, a fost fondată Tata Motors, care s-a concentrat mai întâi pe locomotive. În 1954, a intrat pe piața vehiculelor comerciale după ce a format o societate mixtă cu Daimler-Benz. În 1968, a fost înființată Tata Consultancy Services.

## Achiziții recente
De la începutul secolului al XXI-lea grupul Tata a achizitionat cateva companii binecunoscute în lume:
din S.U.A., China, etc 
- in februarie 2000 - Good Earth - în schimbul a 407 milioane de dolari
- compania Tata Tea a cumpărat compania Tetley Tea în Rusia si Africa de Sud
- compania hotelieră Taj Mahal a concernului Tata a cumpărat două hoteluri de lux la Londra și alte hoteluri în lume
- compania Tata Steal a cumpărat Compania siderurgică britanică Corus
- în 2004 - Tata Motors a cumpărat  Daewoo Commercial Vehicle Company în schimbul a 102 milioane de dolari
- În martie 2008 a cumparat mărcile de automobil Jaguar și Landover in schimbul a 2,3 miliarde de dolari.

- În octombrie 2021 Grupul Tata a cumparat compania de transporturi aeriene Air India in schimbul a 2,4 miliarde dolari.